# (1906) Naef
Pour les articles homonymes, voir Naef.
(1906) Naef (aussi nommé 1972 RC) est un astéroïde de la ceinture principale, découvert le 5 septembre 1972 par Paul Wild à l'Observatoire Zimmerwald, en Suisse. 
Il a été nommé en hommage à Robert A. Naef, astronome suisse.